# روبرت إي. هورن
روبرت إي. هورن (بالإنجليزية: Robert E. Horn)‏ هو عالم سياسة أمريكي، ولد في 1933.

## وصلات خارجية
- الموقع الرسمي